# 木村城
木村城（きむらじょう）は、安芸国竹原荘（広島県竹原市）にあった日本の城（山城）。広島県指定史跡。

## 構造
現在、城山と呼ばれる山の山頂から北へと伸びた標高150mの丘陵を中心に築城された。本丸を中心とする南郭群と兵糧の段、馬返しの段を中心とする北郭群によって構成されている。周囲には堀切から竪堀、畝状竪堀が備えられ、井戸も3つ確認されている。うち1つは現存しており、井戸内部は石積みによって堅固に構築されている。

## 歴史
正嘉2年（1258年）、小早川政景が、都宇・竹原荘、沼田荘梨子羽郷の一部を分与され、木村城を築城して居城とした。
天文10年（1541年）、武田氏の佐東銀山城を毛利元就と共に攻めていた竹原小早川氏の当主、小早川興景が陣中で病没し、興景の夫人が元就の姪（毛利興元の娘）であった縁で、元就の三男隆景が天文13年（1544年）、竹原小早川家を相続し14代竹原小早川氏当主として木村城に入城した。そして天文20年（1551年）、隆景は沼田小早川家を相続して高山城に移った。
その後も城は維持されたと考えられるが、廃城年は不明である。

## 手島屋敷
木村城から賀茂川を挟んで対岸に、手島屋敷と呼ばれる中世の居館跡が存在する。間口約50m、高さ3mの石垣が残存しており、石垣の両隅は枡形が切られている。かつては「西殿屋敷」「西の殿屋敷」（にしんどんやしき）と呼ばれていた。
竹原小早川氏が竹原を去る時、竹原小早川家の家臣であった手島氏がその屋敷と居館を受け継いだと言われている。中世城館調査では竹原小早川氏の「居館候補地」として挙げられている。

## 竹原小早川氏墓所
手島屋敷の北方100mの丘陵麓に宝篋印塔が10基、五輪塔20基程度が設置されており、中世の竹原小早川氏の墓所と推測される。墓所の上にある尾根には小早川興景夫婦の墓とされる2基の宝篋印塔が残っている。この他、竹原小早川氏菩提寺の法常寺跡（三原市西町）にも宝篋印塔や五輪塔の一部が残っている。

## 小早川神社
木村城がある山の西麓に、慶長2年(1597年)創建で、小早川隆景を祭神とする小早川神社が鎮座している。

## 参考資料
- 広島県教育委員会『広島県中世城館遺跡総合調査報告書』